# Bjøro Håland
Pour les articles homonymes, voir Håland.
Bjøro Håland, né le 6 octobre 1943, est un chanteur norvégien, connu pour ses chansons de musique country. Il est également membre du groupe Country Snakes,.

## Biographie
Håland a grandi dans une petite ferme avec 5 frères et sœurs. Il fait ses premières apparitions sur scène à l'âge de cinq ans. Lorsqu'il a 17 ans, il émigre aux États-Unis, pour y travailler en tant que maçon-charpentier. Il animait également des soirées dans des bars. À Brooklyn, il rencontre Liv, qui deviendra son épouse ; il retourne avec elle en Norvège en 1996 et s'installe à Kristiansand. Ils eurent deux enfants ensemble.
Bjøro sort au total 22 albums, qui se vendent à plus de 4 millions d'exemplaires. Liv et lui sont les initiateurs du festival musical Dark Season de Kristiansand,.

## Discographie

### Albums
- To My Friends (1979)
- Wembley 1980 (1980) avec Anne Engh & Country Snakes
- Adios Amigo (1980)
- My Nashville Album (1981)
- Ol' Flames (1981), Anne Engh & Country Snakes
- Bjørn Håland (1981)
- Bjørn Håland (1982)
- Mitt Julealbum (1983)
- On Tour (1983)
- Min stetson og gitar (1984)
- Just For You (1984)
- Bjøros Beste (1986)
- Bjøro Håland '87 (1987)
- By Request (1988)
- Rett fra hjertet (1989)
- Nashville - Here We Go Again (1990)
- The Door to My Heart (1995)
- All the Best (1995)
- Dialing on That Telephone (1997) avec John Brack
- Blue Sky (2000)
- Mine Salmer (2004)
- Diamonds Are Forever (2007)[1],[4],[2],[5]

### Singles
- Nattvakt i banken/Oksedragar-song (1978)
- Blue Canadian Rockies (1995)
- The Yodelin' Blues (1995)
- The Door (1996)
- Blue Skies (2000)[4],[2]